# Фрезенхаген

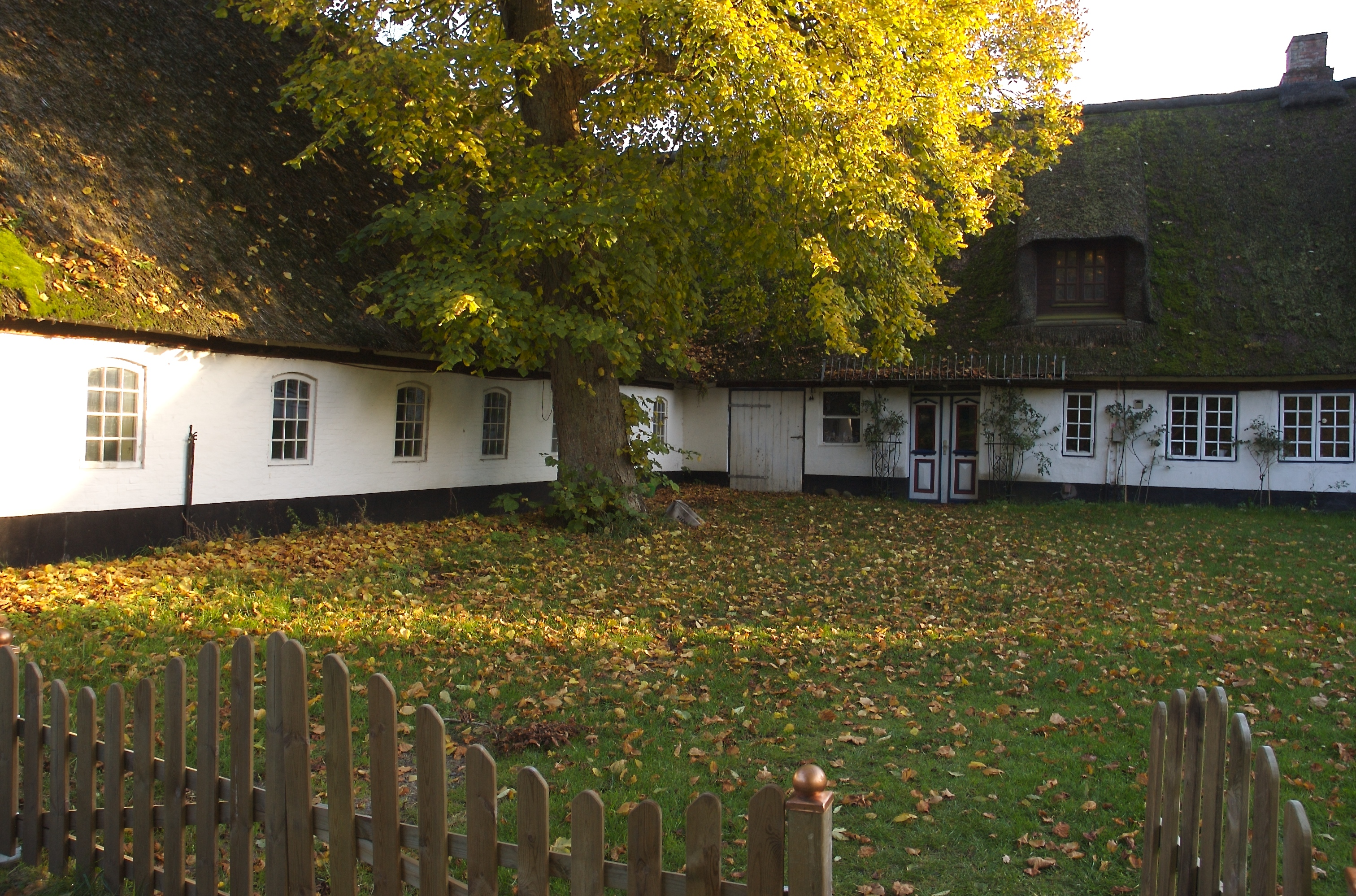
Дом Рио Райзера во Фрезенхагене

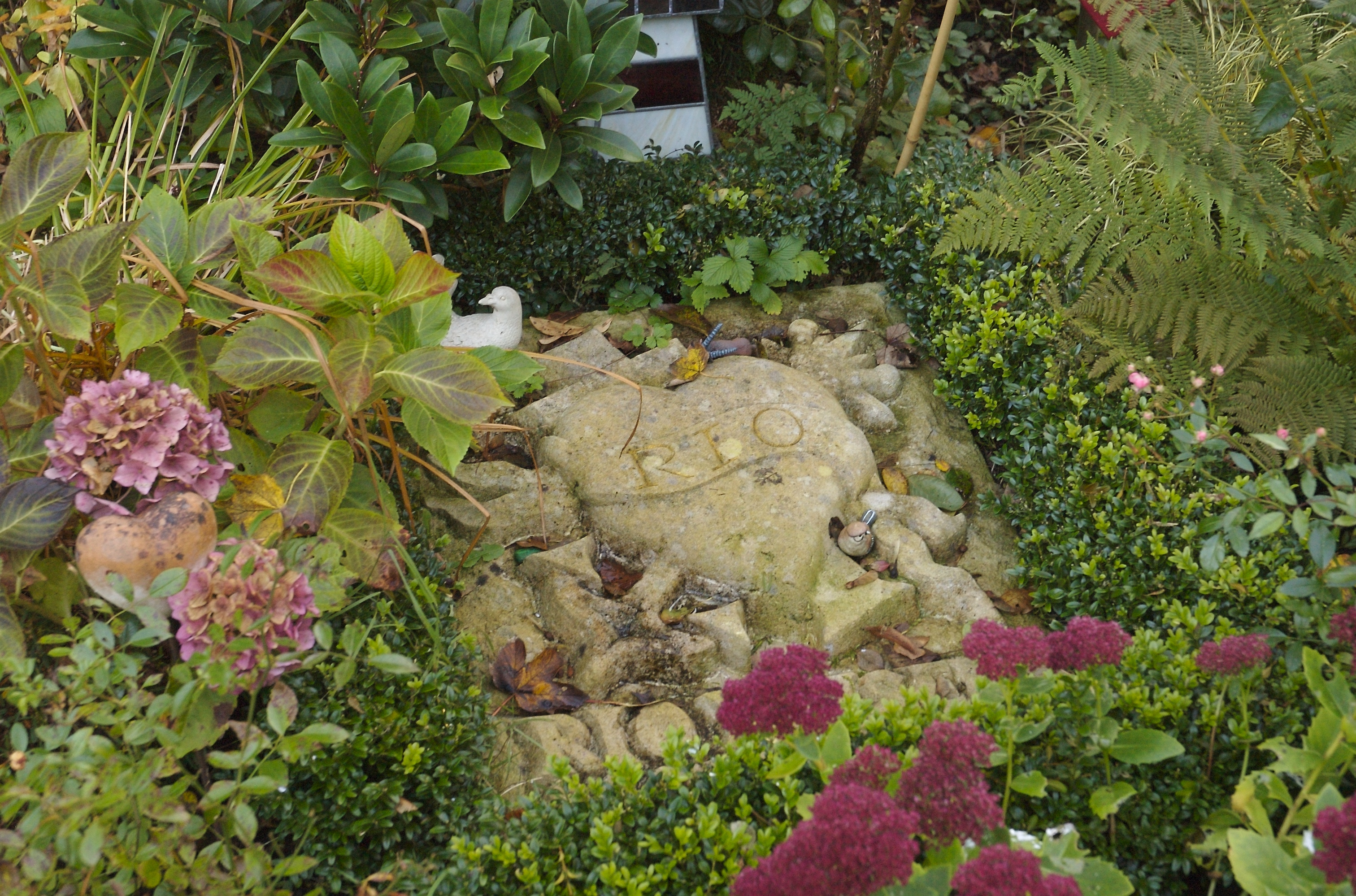
Могила Рио Райзера во Фрезенхагене

Фрезенхаген (нем. Fresenhagen) — деревня в Германии, административно принадлежит к посёлку Штадум.
Здесь около 20 лет прожил и был похоронен легендарный немецкий рок-музыкант Рио Райзер. Во Фрезенхагене находится его дом-музей под названием «Rio-Reiser Haus» .